# جاکال (مارول کامیکس)
جاکال (به انگلیسی: Jackal) یک شخصیت خیالی ابرشرور در کتاب‌های کامیک آمریکایی می‌باشد و منتشر شده توسط مارول کامیکس است، که معمولاً به‌عنوان دشمن مرد عنکبوتی شناخته می‌شود. در این شخصیت دو تجسم وجود دارد: اولین و شناخته شده‌ترین تجسم مایلز وارن است، در حالی که دومی، بن ریلی است، که بعداً شخصیت قبلی خود اسکارلت اسپایدر برگشت.